# Guarulhos
Guarulhos je druhé největší město v brazilském státě São Paulo. Je součástí metropolitního regionu São Paula a v roce 2015 mělo 1 324 781 obyvatel. Sídlí zde římskokatolická diecéze Guarulhos. Město pod původním jménem Nossa Senhora da Conceição založil 8. prosince 1560 jezuitský kněz Manuel de Paiva.

## Sport
Ve městě působí fotbalový klub AA Flamengo.